# Niviventer excelsior
Niviventer excelsior és una espècie de mamífer rosegador de la família dels múrids. És endèmica de la Xina, on viu a altituds d'entre 2.300 i 3.000 msnm. El seu hàbitat natural són els boscos montans. És una espècie en risc mínim, és a dir, no sembla que hi hagi cap amenaça significativa per a la seva supervivència. El seu nom específic, excelsior, significa ‘més excelsa’ en llatí.